# Алі Соуе
Алі Соуе (англ. Ali Sowe, нар. 14 червня 1994, Банжул, Гамбія) — гамбійський футболіст, нападник клубу «ЦСКА (Софія)».

## Клубна кар'єра
Народився 14 червня 1994 року в місті Банжул. Вихованець юнацької команди футбольного клубу «К'єво».
У дорослому футболі дебютував 2012 року виступами за команду клубу «К'єво», в якій провів один сезон, проте досі залишається на контракті, виступаючи за інші клуби на правах оренди.
Протягом 2013—2014 років захищав кольори команди клубу «Юве Стабія».
Своєю грою за останню команду привернув увагу представників тренерського штабу клубу «Пескара», до складу якого приєднався 2014 року. Відіграв за пескарський клуб наступний сезон своєї ігрової кар'єри.
Протягом 2015 року захищав кольори команди клубу «Латина».
Того ж року уклав контракт з клубом «Модена», у складі якого провів наступний рік своєї кар'єри гравця. 
Згодом з 2016 по 2017 рік грав у складі команд клубів «Лечче» та «Прато».
2017 року частину сезону захищав кольори команди клубу «Вібонезе». У його складі був одним з головних бомбардирів команди, маючи середню результативність на рівні 0,38 голу за гру першості.
До складу клубу «Скендербеу» приєднався 2017 року. У його складі став чемпіоном Албанії, а також найкращим бомбардиром чемпіонату.

## Виступи за збірну
2011 року дебютував в офіційних матчах у складі національної збірної Гамбії.
| Дата      | Місто          | Господарі | Результат | Гості       | Турнір                                  | Голи | Примітки         |
| --------- | -------------- | --------- | --------- | ----------- | --------------------------------------- | ---- | ---------------- |
| 10-8-2011 | Бакау (Гамбія) | Гамбія    | 3 – 0     | ДР Конго    | товариський матч                        | -    | Вийшов на заміну |
| 10-6-2012 | Дар-ес-Салам   | Танзанія  | 2 – 1     | Гамбія      | Відбір до ЧС 2014                       | -    | 69'              |
| 15-6-2012 | Бліда          | Алжир     | 4 – 1     | Гамбія      | Відбір до Кубка африканських націй 2013 | -    | 73'              |
| 8-6-2013  | Бакау (Гамбія) | Гамбія    | 0 – 3     | Кот-д'Івуар | Відбір до ЧС 2014                       | -    | 82'              |
| 15-6-2013 | Марракеш       | Марокко   | 2 – 0     | Гамбія      | Відбір до ЧС 2014                       | -    | 68'              |
| Усього    |                | Матчів    | 5         |             | Голів                                   | 0    |                  |

## Титули і досягнення
- Володар Кубка Албанії (1):

«Скендербеу»: 2017-18
- Чемпіон Албанії (7):

«Скендербеу»: 2017-18

### Особисті
- Гравець року в Албанії: 2012